# Remijia hilarii
Remijia hilarii är en måreväxtart som beskrevs av Dc.. Remijia hilarii ingår i släktet Remijia och familjen måreväxter. Inga underarter finns listade i Catalogue of Life.